# Tomé Velho
Pour les articles homonymes, voir Velho.
Tomé Velho (freguesia de Lamarosa, Coimbra, 1555 - 1632) était un architecte et sculpteur portugais.

## Biographie
Tomé Velho a été un disciple de Jean de Rouen et le continuateur de son œuvre. En 1576, il a été embauché par l'Université de Coimbra pour terminer l'église de Bom Jesus de Matosinhos commencée par son maître.
En collaboration avec son maître, il fait le réaménagement de l'église du Crucifix dans Bouças.
Il réalise le retable de l'église Sait-Pierre de Cantanhede.
Il a sculpté les statues de la chapelle du saint Sacrement de la cathédrale vieille de Coimbra.
En 1583 et 1584, il a réalisé un arc sur le côté de l'Épître de la cathédrale vieille de Coimbra pour la fondation de la chapelle int-Michel du maître d'école Duarte de Melo, chanoine de la cathédrale de Coimbra.
Il a édifié le couvent Notre-Dame du Mont-Carmel de Tentúgal, entre 1584 et 1588.
Il a été responsable, jusqu'en 1588, de la construction de la chapelle de la Renaissance de Saint Théoton dans la salle capitulaire du monastère de Santa Cruz de Coimbra.
Il a édifié le retable principal pour l'église de la Miséricorde de Montemor-o-Velho, terminé en 1600.